# یواس‌اس لانست‌فیش (اس‌اس-۲۹۶)
یواس‌اس لانست‌فیش (اس‌اس-۲۹۶) (به انگلیسی: USS Lancetfish (SS-296)) یک زیردریایی بود که طول آن ۳۱۱ فوت ۸ اینچ (۹۵٫۰۰ متر) بود. این زیردریایی در سال ۱۹۴۳ ساخته شد.